# Akin Euba
Akin Euba (né Olatunji Akin Euba le 28 avril 1935 à Lagos et mort le 14 avril 2020) est compositeur, musicologue et pianiste nigérian.

## Biographie
Né le 28 avril 1935 à Lagos au Nigeria, Akin Euba étudie la composition avec Arnold Cooke au Trinity College of Music à Londres, y obtenant des diplômes en composition et piano. Il reçoit une bourse de la Fondation Rockefeller en 1962, et obtient un B.A. et un M.A. à l'Université de Californie à Los Angeles, où il étudie avec Mantle Bois, Charles Seeger, J. H. Kwabena Nketia, Klaus Wachsmann et Roy Travis. Il est titulaire d'un doctorat en ethnomusicologie de l'université du Ghana, Legon (1974). La thèse de doctorat de Euba est supervisée par Nketia, elle est intitulée « Dundun Music of the du Yoruba ».
Il a été professeur et directeur du Centre pour les études culturelles à l'université de Lagos, et a également été employé en tant que post-doctorant à l'Université d'Ife (maintenant université Obafemi-Awolowo) au Nigeria. Il a travaillé en tant que directeur de la musique de la Nigerian Broadcasting Corporation pendant cinq ans. Il est chercheur et artiste en résidence à l'IWALEWA House, le centre d'études africaines de l'Université de Bayreuth en Allemagne, entre 1986 et 1992, puis professeur de musique à l'université de Pittsburgh entre 1993 et 2011. Il est le fondateur et directeur du Centre interculturel de musique Arts, Londres (fondée en 1989), et directeur émérite du Centre interculturel de musicologie à Churchill College, Université de Cambridge.
Les domaines de recherche d'Akin Euba sont la musicologie et l'ethnomusicologie de l'interculturalisme moderne. Il a organisé régulièrement des symposiums sur la musique en Afrique et dans la diaspora africaine au Churchill College, Cambridge ainsi qu'au Central Conservatory of Music à Pékin. Ces événements ont présenté des compositeurs et des musicologues notables comme J. H. Kwabena Nketia et Halim El-Dabh. Avec son Elekoto Ensemble, il a réuni des musiciens du Nigeria, de la Chine, de l'Inde, de l'Allemagne, de Malte et du Royaume-Uni. Le 29 janvier 1977, il dirige un congrès musical dans le cadre du FESTAC 77, où il discute de questions d'intérêt mutuel et explore les moyens d'améliorer les activités musicales des Africains, à la fois sur le continent et dans la diaspora.
Ses compositions sont une synthèse entre la matière musicale traditionnelle africaine (souvent de son propre groupe ethnique, les Yoruba) et la musique classique contemporaine. Sa composition la plus ambitieuse est l'opéra Chaka: An Opera in Two Chants (1970), qui utilise des percussions d'Afrique de l'Ouest et des flûtes atenteben dans un système dodécaphonique.
Akin Euba meurt le 14 avril 2020 à l'âge de 84 ans.

## Œuvres
- 1959 - Six chansons traditionnelles Yoruba, arrangées pour voix et piano
- 1956 – Introduction and Allegro, pour orchestre
- 1964 - Saturday night at Caban Bamboo
- 1964 – Four Pictures from Oyo Calabashes
- 1964 - Impressions From an Akwete Cloth, piano
- 1967 – Morning, Noon, and Night, chanteurs, danseurs, et instruments nigériens
- 1967 – Olurounbi (ou Olurombi), étude symphonique pour orchestre
- 1970 (rév. 1999) – Chaka, opéra en deux chants, pour 2 sopranos, ténor, 2 basses, chœur et orchestre avec des instruments africains, sur un poème épique de Léopold Sédar Senghor, d'après le roman, Shaka the Zulu, de Thomas Mofolo (1925)
- 1970 – Ice Cubes, orchestre à cordes
- 1970 – Scenes From Traditional Life, trois mouvements, piano
- 1975 – Alatangana, ballet pour chanteurs, danseurs, et instruments nigériens
- 1977 - Festac 77 anthem, pour chœur et ensemble de jazz, texte de Margaret Walker
- 1979 – Black Bethlehem, solistes, chœur, tambours nigériens, et ensemble de jazz
- 1987 – Wakar Duru: Studies in African Pianism 1-3, piano solo
- 2002 - Orunmila's Voices: Songs from the Beginning of Time, pour solistes, chantres, chœur, danseurs, et orchestre symphonique
- 2002 - Study in African Jazz n° 3, pour piano
- 2003 – Below Rusumo Falls, voix (soprano), danseur yoruba, kayagum (zither coréen), flûte, tambours yorubas, et piano, sur un poème d'Olusola Oyeley

## Discographie
- 1989 – Piano Music of Akin Euba, interprété par Peter Schmalfuss (contient Scenes from Traditional Life et Wakar Duru: Studies in African Pianism)
- 1999 – Chaka: An Opera in Two Chants, Point Richmond (Californie) : Music Research Institute MRI-001CD[2].
- 2005 – Towards an African Pianism: An Anthology of Keyboard Music From Africa and the Diaspora, 2 volumes, Pittsburgh (Pennsylvanie) : A Bridge Across: Intercultural Composition, Performance, Musicology, Department of Music, University of Pittsburgh, ABA 001 CD et ABA 002 CD[3].

## Écrits
- 1970 : Music Adapts to a Changed World: A Leading Composer Looks at How Africa's Musical Traditions Have Expanded to Suit Contemporary Society, Africa Report, novembre 1970, pp. 24–27.
- 1989 : Yoruba Music in the Church: The Development of a Neo-African Art Among the Yoruba of Nigeria in African Musicology: Current Trends: A Festschrift Presented to J. H. Kwabena Nketia, éd. J. C. DjeDje et W. G. Carter (Atlanta, Georgie), pp. 45–63.